# Liocarcinus marmoreus
Liocarcinus marmoreus, đôi khi được gọi là cua bơi cẩm thạch, là một loài cua dạng cua bơi được tìm thấy ở phía bắc Đại Tây Dương và Biển Bắc. Loài cua này có thể được tìm thấy trên cát và sỏi ở các khu vực vịnh nhỏ và các khu vực duyên hải, xuống độ sâu 84 mét (276 ft), Azores và Biển Alboran (phần cực tây của Địa Trung Hải) ở phía bắc là Quần đảo Shetland. Mai đạt chiều dài 35 mm (1,4 in), và được phân biệt với các loài tương tự khác bởi sự hiện diện của ba răng cưa có kích thước tương tự ở rìa của mai, giữa mắt và màu sắc cẩm thạch trên mai. L. marmoreus đôi khi bị ký sinh bởi Sacculina.